# Người Nhện: Trở về nhà
Người Nhện: Trở Về Nhà (tên gốc tiếng Anh: Spider-Man: Homecoming) là phim siêu anh hùng năm 2017 của Mỹ dựa trên nhân vật Peter Parker của truyện tranh Marvel. Bộ phim được sản xuất bởi Columbia Pictures và Marvel Studios, và được phân phối bởi Sony Pictures. Bộ phim có ý nghĩa khởi động lại dự án Spider-Man của Marvel sau nhiều năm nhượng quyền lại cho Sony Pictures. Bộ phim là bộ phim thứ 16 trong  Vũ trụ điện ảnh Marvel (MCU). Bộ phim được đạo diễn bởi Jon Watts, với kịch bản của Jonathan Goldstein, John Francis Daley, Watts Christopher For, Chris McKenna và Erik Sommers. Phim có sự tham gia diễn xuất của dàn diễn viên Tom Holland, Michael Keaton, Jon Favreau, Zendaya, Donald Glover, Tyne Daly, Marisa Tomei, và Robert Downey Jr., Trong Người Nhện: Trở về nhà, Peter Parker phải cố gắng để cân bằng giữa việc học cùng cuộc sống với trách nhiệm của một anh hùng, nhân vật phản diện chính của phim là Vulture.
Tháng 2 năm 2015, Marvel Studios và Sony đã đạt được thỏa thuận chia sẻ quyền nhân vật của Spider-Man, đưa nhân vật này vào MCU. Tháng 6 năm sau, Holland được chọn chọn cho vai Spider-Man, trong khi Watts được thuê làm đạo diễn, theo sau đó Daley và Goldstein đã kí hợp đồng viết kịch bản cho phim. Vào tháng 4 năm 2016, tiêu đề của bộ phim đã được tiết lộ, cùng với việc có sự tham gia diễn xuất của Downey. Phim bắt đầu được quay vào tháng 6 năm 2016 tại Phòng thu Pinewood Atlanta ở Quận Fayette, Georgia và tiếp tục ở thành phố New York trước khi kết thúc ở Berlin vào tháng 10 năm sau. Trong quá trình quay phim, Watts, Christopher Ford, Chris McKenna, và Erik Sommers đã được tiết lộ là những người viết kịch bản bổ sung, và nhiều diễn viên khác đã được xác nhận.
Người Nhện Trở về nhà ra mắt ngày 28 tháng 6 năm 2017 tại Hollywood trước khi chính thức công chiếu ngày 5 tháng 7 năm 2017 tại Anh và ngày 7 tháng 7 năm 2017 tại Mỹ, dưới các định dạng 3D, IMAX và IMAX 3D. Ban đầu, phim dự kiến khởi chiếu ngày 28 tháng 7 năm 2017. Phần tiếp theo của phim là Người Nhện xa nhà, khởi chiếu vào ngày 2 tháng 7 năm 2019 tại Mỹ dưới định dạng IMAX và 3D.

## Nội dung
Ngay sau trận chiến của Avengers tại New York (trong Biệt đội siêu anh hùng), Tony Stark và chính phủ liên bang đã thành lập Ủy ban kiểm soát thiệt hại U.S. Department of Damage Control (D.O.D.C.) và tiếp quản công việc thu dọn tàn tích của Adrian Toomes. Tức giận vì bị đuổi việc, Adrian Toomes, chủ nhân cũ của công ty cứu hộ, đã thuyết phục các đồng nghiệp giữ lại các kỹ thuật của Chitauri (quái vật không gian mà Loki đã phái xuống) mà họ đã tháo dỡ và sử dụng nó để chế tạo vũ khí riêng.
Vào thời điểm hiện tại, sau khi tham gia vào tranh chấp nội bộ của nhóm Avengers trong Captain America: Nội chiến siêu anh hùng, Peter Parker tiếp tục việc học của mình sau khi Stark nói với cậu rằng cậu chưa sẵn sàng để trở thành một thành viên của Avengers. Với sự phản đối của dì May, Peter đã rời khỏi đội Academic Decathlon (đội tuyển 10 môn phối hợp) của trường Công nghệ Midtown để cậu có thể tập trung vào "Trại thực tập Stark", vốn là bình phong cho các hoạt động chống tội phạm của cậu trong vai Spider-Man.
Một đêm, sau khi ngăn cản đồng bọn của Toomes cướp máy ATM, Peter trở lại căn hộ của mình và vô tình để cho người bạn thân nhất của mình là Ned phát hiện ra cậu là Spider-Man. Vào một đêm khác, Peter đang dự tiệc sinh nhật của Liz thì thấy đồng bọn của Toomes, Herman Schultz và Jackson Brice đang bán vũ khí Chitauri cho gangster địa phương, Aaron Davis. Khi cậu cố gắng can thiệp, Peter suýt bị Toomes lấy mạng và được Stark giải cứu. Sau đó, Toomes giết Brice để tránh gây nguy hiểm cho hoạt động của hắn.
Peter tìm được một vũ khí Chitauri bị Brice bỏ lại, cậu cùng với Ned tháo lõi năng lượng của nó. Một thiết bị theo dõi đã dẫn Schultz đến trường Midtown, nhưng Peter và Ned đã trốn thoát được khỏi hắn ta. Sau khi gắn thiết bị theo dõi lên người Schultz và biết rằng nó dẫn đến Maryland, Peter tham gia nhóm Decathlon và đi cùng họ tới Washington, D.C. để tiếp cận Schultz.
Cùng với Ned, Peter đã vô hiệu hóa bộ theo dõi được cấy vào bộ trang phục Người Nhện và mở khoá tất cả các tính năng bí mật của nó. Peter nhờ Ned giữ an toàn cho lõi năng lượng. Sau đó cậu đã cố gắng ngăn chặn Toomes ăn cắp vũ khí từ một xe tải của D.O.D.C., nhưng cuối cùng bị áp đảo và bị mắc kẹt bên trong xe tải. Khi phát hiện ra lõi năng lượng Chitauri không ổn định, Peter vội vàng quay lại Đài tưởng niệm Washington, cứu Ned bị kẹt trong thang máy bị rơi do lõi năng lượng phát nổ. Bất chấp chính quyền địa phương ngăn cản, Peter đã cứu Ned và bạn học cùng lớp Liz trước khi thang máy rơi xuống.
Trở về New York, Peter thuyết phục Davis tiết lộ nơi ở của Toomes. Đối mặt với Toomes và đồng bọn của hắn tại phà Staten Island, Peter bắt giữ người mua mới của Toomes, Mac, trong khi Toomes trốn thoát sau khi một vũ khí bị hỏng và phát nổ khiến chiếc phà bị xẻ đôi. Stark giúp Peter cứu các hành khách và nhắc nhở cậu về sự thiếu thận trọng của mình khi đưa ra quyết định và lấy lại bộ đồ. Trong khi mời Liz tham gia dạ tiệc Homecoming hàng năm của Midtown, Peter phát hiện ra cô ấy là con gái của Toomes. Phát hiện ra danh tính thật của Peter, Toomes đe doạ sẽ trả đũa nếu cậu còn tiếp tục can thiệp vào kế hoạch của hắn.
Trong lúc khiêu vũ, Peter phát hiện rằng Toomes đang có kế hoạch tấn công một máy bay vận chuyển vũ khí của D.O.D.C. từ tháp Avengers đến trụ sở mới của đội. Cậu đã dùng bộ đồ Người Nhện tự chế và cố gắng rời trường học ở Midtown nhưng bị phục kích bởi Schultz. Sau khi Ned can thiệp vào phút cuối để giải cứu, Peter đến hang ổ của Toomes và đối mặt với hắn ta, hắn ta cố gắng thuyết phục Peter tham gia cùng hắn. Khi bị Peter từ chối, Toomes phá hủy các dầm đỡ tòa nhà để cố giết Peter.
Không để Toomes trốn thoát, Peter chặn máy bay trước khi hắn lái nó về phía bãi biển gần đảo Coney. Cả hai tham gia vào một cuộc chiến và kết thúc với việc Peter cứu mạng Toomes và giao lại cho cảnh sát New York.
Một thời gian sau đó, Peter phát hiện ra Liz sẽ chuyển đi và bạn cùng lớp Michelle Jones - biệt danh của cô là "MJ" - sẽ thay thế cô làm chủ tịch của đội Decathlon. Stark nhờ Pepper Potts mở một cuộc họp báo ra mắt Người Nhện, và mời cậu tham gia vào Biệt Đội Báo Thù với quà đi kèm là bộ đồ Người nhện mới, nhưng Peter đã từ chối. Trở về căn hộ của mình, Peter phát hiện ra rằng Stark đã trả lại bộ đồ Người Nhện đầu tiên cho cậu. Nhưng sau khi mặc thử lại và vừa cởi mặt nạ ra thì cậu bất ngờ bị dì May đứng đằng sau nhìn thấy .
Trong một cảnh mid-credit, Gargan tiếp cận Toomes ở Raft, sau đó giải thích rằng một số tội phạm đang bắt tay với nhau và hỏi xem ông ta có biết danh tính của Người Nhện không. Toomes đã trả lời là "Nếu ta biết hắn thì hắn đã chết từ lâu rồi" rồi đi ra gặp gia đình mình đến thăm tù. Trong một cảnh after-credit, Đội trưởng Mỹ đã đưa ra một lời khuyên về tầm quan trọng của sự kiên nhẫn, đức tính mà 1 người lính hay 1 học sinh nên có.

## Diễn viên

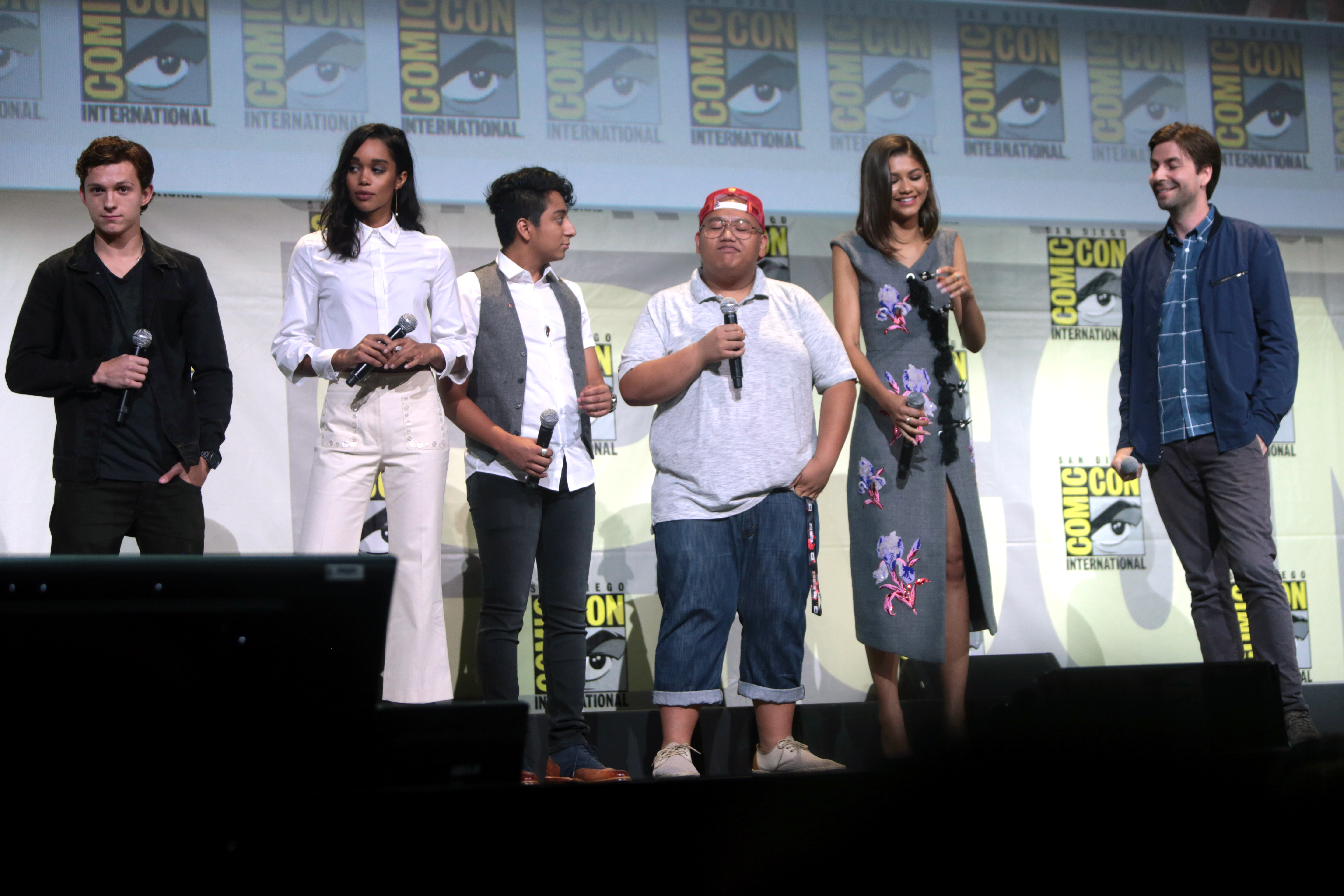
(Trái - Phải) Tom Holand, Laura Harrier, Tony Revolori, Jacob Batalon, Zendaya và đạo diễn Jon Watts quảng bá cho Spider-Man: Homecoming năm 2016 tại Comic Con San Diego.

- Tom Holland vai Peter Parker / Người Nhện :

Một học sinh 15 tuổi có các kĩ năng của nhện sau khi bị một con nhện biến đổi gen cắn. Nhà sản xuất Kevin Feige và Amy Pascal đã bị gây ấn tượng bởi Holland trong The Impossible, Wolf Hall, và In the Heart of the Sea, cũng như các màn thử vai. Holland đã lấy cảm hứng từ Tobey Maguire và Andrew Garfield, những diễn viên Người Nhện trước đó, nhưng Holland cũng mong muốn có sự phá cách trong tính cách nhân vật. Holland nói thêm rằng: "Bạn sẽ thấy một thằng nhóc 15 tuổi xử lí mọi việc như một người đàn ông và phải cố gắng cứu lấy thành phố." Holland đã tham gia khoá học với trường The Bronx High School of Science ở The Bronx trước đó vài ngày để chuẩn bị cho vai diễn. Khi anh nói với những sinh viên ở đó anh sẽ diễn vai Người Nhện, không có một ai tin điều đó. Và anh tin rằng mình sẽ thể hiện tốt vai diễn, vì trong phim cũng không ai tin Parker chính là Người Nhện. Holland thường mất tới 25 - 45 phút để mặc xong bộ trang phục tuỳ trang bị hỗ trợ.
- Michael Keaton vai Adrian Toomes / Kền kền:

Một người có khuynh hướng tội phạm điều hành một công ty cứu hộ ở New York và có một bộ trang phục kền kền có cánh cơ khí theo công nghệ Chitauri. Đạo diễn Jon Watts nói rằng Toomes sẽ khác với những nhân vật phản diện khác của MCU như Thanos và Ultron, "Thật thú vị khi nghĩ rằng nếu Người Nhện là một đứa trẻ bình thường trở thành một siêu anh hùng, thì sẽ có rất nhiều người cũng thường xuyên trở nên siêu phản diện." Keaton gọi Toomes là "vai diễn thú vị" và không hoàn toàn là kẻ xấu xa, ông nói rằng "có những phần của anh ta mà bạn sẽ thông cảm" Bạn biết không, tôi có thể nhìn thấy quan điểm của anh ấy". Keaton đã không ngần ngại để miêu tả một nhân vật truyện tranh khác, sau khi mô tả Người Dơi trong Batman năm 1989 của Tim Burton và Batman Returns năm 1992. Watts lấy cảm hứng từ Nova Korom của John C. Reilly, Rhomann Dey, trong Vệ binh Dải Ngân Hà cho Toomes.
- Jon Favreau vai Happy Hogan:

Giám đốc bảo mật của công ty Stark và là lái xe, vệ sĩ của Tony Stark. Favreau nói rằng trong bộ phim, Hogan "đang chăm sóc [Parker], cậu ấy cần ai đó để giúp bản thân".
- Zendaya vai Michelle Jones-Watson:

Một trong những bạn cùng lớp của Parker, "một cô gái rất thông minh, và lúc nào cũng chúi mũi vào cuốn sách".
- Donald Glover[19]
- Tyne Daly[20]
- Marisa Tomei vai May Parker:

Dì của Peter. Báo cáo đầu tiên về việc Tomei trong vai dì May gây ra phản ứng dữ dội trên các phương tiện truyền thông xã hội, với những người hâm mộ truyện tranh cho rằng nữ diễn viên "quá trẻ và hấp dẫn để miêu tả nhân vật", đặc biệt là sau khi nhân vật này trước đây đã được mô tả bởi người lớn tuổi. Về vấn đề này, nhà văn Stephen McFeely nói rằng, đối với MCU, họ đã cố gắng làm cho Peter "tự nhiên" nhất có thể... Đó là lý do tại sao dì của anh ta không phải là 80 tuổi, nếu cô ấy là em gái của người mẹ đã khuất của mình, tại sao cô ấy phải già hơn hai thế hệ? ". Sau khi nghiên cứu nhân vật, Tomei có yêu cầu làm cho mình già hơn, nhưng đoàn làm phim không nghe.
- Robert Downey Jr. vai Tony Stark / Người Sắt:

Một thiên tài, tỷ phú và nhà hảo tâm, người đã tự làm trang phục Người sắt, người hướng dẫn của Parker và là người tạo ra Damage Control. Chủ tịch Tập đoàn Sony Pictures Motion Picture, Thomas Rothman, phát biểu rằng ngoài lợi thế tài chính trong phim, Stark trở nên quan trọng bởi mối quan hệ giữa ông và Parker trong Đội trưởng Mỹ: Nội chiến siêu anh hùng và sự phát triển của mối quan hệ đó sẽ là một khía cạnh đáng khen của bộ phim. Watts nói thêm: "Bạn phải suy nghĩ về những tác động của ông đã làm trong cuộc nội chiến, đưa đứa trẻ 15 tuổi này ra khỏi bóng tối và đưa đến Đức để bắt đầu vào cuộc phiêu lưu điên cuồng này. Và sau đó anh ta tự bỏ đi trong khi anh ta tiếp tục phần của câu chuyện. Có rất nhiều hậu quả cho điều đó. Đây có phải là bước đầu tiên hướng tới Tony như một số người đã cố vấn không? Anh ấy có thoải mái với điều đó không?"
- Jacob Batalon vai Ned Leeds:

Bạn thân nhất của Parker, một "game thủ siêu phàm". Marvel đã sử dụng Ned Leeds như là một cơ sở cho các nhân vật.
- Laura Harrier vai Liz Toomes:

Bạn gái cùng lớp của Parker và là con gái của Adrian Toomes.
- Tony Revolori vai Flash Thompson:

Bạn học và là đối thủ của Parker. Thompson được xây dựng dạng một học sinh giàu có tự mãn để phản ánh việc bắt nạt trong các trường đại học.
- Bokeem Woodbine vai Herman Schultz / Shocker #2 và Logan Marshall vai Green:

Đồng phạm của Toomes.
- Michael Chernus vai Phineas Mason / Tinkerer và Michael Barbieri vai bạn của Parker.
- Kenneth Choi vai Jim Morita:

Hiệu trưởng trường trung học của Parker.
- Hannibal Buress vai giáo viên thể dục của trường.
- Martin Starr vai Amadeus Cho:

Giáo viên triết học của trường.
- Chris Evans vai Steve Rogers / Đội trưởng Mỹ. Lần này, Evans là khách mời bộ phim.
- Stan Lee vào vai diễn khách mời
- Isabella Arma, Jorge Lendeborg Jr., JJ Totah, Selenis Leyva, Abraham Attah, Michael Mando, Garcelle Beauvais, Tiffany Espensen, Angourie Rice, Martha Kelly và Jona Xiao vai diễn chưa xác định.

## Sản xuất

### Phát triển
Sau vụ việc máy chủ của Sony bị hack, các email giữa Amy Pascal và Chủ tịch Doug Belgrad của Sony Pictures Entertainment đã bị phát tán cho biết Sony muốn hợp tác với Marvel Studios sản xuất phần mới của loạt phim Spider-Man, trong khi Sony vẫn giữ "bản quyền sáng tạo, tiếp thị và phân phối". Các cuộc thảo luận giữa Sony và Marvel đã bị phá vỡ, và Sony dự định sẽ tiếp tục tự sản xuất với  Spider-Man. Tuy nhiên, tháng 2 năm 2015, Sony Picture và Marvel Studios thông báo rằng họ sẽ phát hành một phần mới của Spider-Man. Nhân vật sẽ xuất hiện lần đầu tiên trong MCU với Captain America: Civil War. Marvel sẽ tìm cơ hội để đưa Spider-Man vào sâu MCU trong tương lai, mà Sony Pictures sẽ tiếp tục tài trợ tài chính, phân phối và chia sẻ quyền kiểm soát bản quyền. Quy LoneStar Funds cũng đồng tài trợ bộ phim với Sony thông qua hợp đồng với LSC Film Corproration.
Feige đã phát biểu rằng Marvel đã làm việc để đưa Spider-Man vào các bộ phim thuộc MCU ít nhất là từ tháng 10 năm 2014. Báo chí đã đồn đại rằng Avi Bucharest và Matt Tolmach, nhà sản xuất cho Amazing Spider-Man của đạo diễn Marcc Webb, Spider-Man loạt, sẽ là nhà sản xuất cho bộ phim, và diễn viên Andrew Garfield sẽ không trở lại bộ phim. Sony đã phát thông báo tìm kiếm một diễn viên trẻ hơn Garfield để diễn xuất vai Spider-Man, trong đó có triển vọng nhất là Logan Lerman và Dylan O' Brien.
Tháng 3 năm 2015, DrewGoddard đã được xem xét để chỉ đạo bộ phim, trong khi O' Brien nói tằng anh sẽ không nhận vai diễn này Goddard, người đã gắn liền với bộ phim Sinister Six của Sony, nói rằng anh sẽ không tham gia bộ phim này vì "anh không có một ý tưởng thực sự với vai diễn". Tháng tiếp theo, trong khi quảng bá cho Avengers: Age of Ultron, Feige nói nhân vật Peter Parker trong phim sẽ trong khoảng 15, 16 tuổi và nguồn gốc nhân vật sẽ không sao chép lại các bản sao trong vòng 13 năm qua vì khán giả đã biết quá rõ điều đó Bác Ben của Paker sẽ không được chiếu trong phim. Sau đó, vào tháng tư, Nat Wolff, Asa Butterfield, Tom Holland, Timothée Chalamet, và Liam James đã được Sony và Marvel cân nhắc cho vai diễn Spider-Man, với Holland và Butterfield là 2 đề cử sáng giá nhất.
Tháng 5 năm 2015, Jonathan Levine, Ted Melfi, Jason Moore, John Francis Daley, Jonathan Goldstein và Jared Hess đang được xem xét để chỉ đạo bộ phim. Butterfield, Holland, Judah Lewis, Matthew Lintz, Charlie Plummer và Charlie Rowe đã thử thử vai với sự giám sát của Robert Downey Jr., diễn viên vai Tony Stark / Iron Man Sáu người đã được chọn từ hơn 1,500 diễn viên để kiểm tra trước Feige, Pascal, và anh em Russo - giám đốc của Captain America: Civil War. Đầu tháng sáu năm 2015, Levine và Melfi được chỉ định đạo diễn bộ phim với Daley, Goldstein và Jon Watts, trong khi Feige và Pascal thu hẹp phạm vi diễn viên gồm Hollan và Rowe để thử vai một lần nữa với Downey. Holland và Rowe cũng được thử vai với Chris Evans vai Steve Rogers / Captain America. Vào ngày 23 tháng 6 Marvel và Sony chính xác nhận rằng Tom Holland sẽ nhận vai Spider-Man, và Watts sẽ đạo diễn bộ phim. Anh em nhà Russos nhận xét Holland có đọ tuổi phù hợp với Peter Paker và khen ngợi câu có kĩ năng trong thể dục dụng cụ, rất phù hợp với vai diễn. Watts đã tham gia quay cảnh Spider-Man trong Civil War để có thể tìm được các ý tưởng về nhân vật Khi tham gia MCU và chỉ đạo bộ phim, Watts nói: "Tôi thực sự rất phấn khởi về điều đó, bởi vì những bộ phim khác đã cho thấy những gì tôi mô tả là Thor, Iron Man - những tỷ phú, dân chơi hào nhoáng nhưng điều tuyệt vời về Spider-Man chính là cậu ấy chỉ là một đứa trẻ bình thường và từ đó tạo cảm giác chân thực gần gũi hơn của Avengers". 
Feige cho biết những bộ phim của  John Hughes sẽ là một sự ảnh hưởng lớn tới Peter Paker và vai diễn Spider-Man. Ông lưu ý rằng: "Ở tuổi đó, trong trường trung học, mọi thứ xảy ra đều khiến ta cảm thấy như sống hay chết." Ông cũng nói rằng  việc quay phim sẽ bắt đầu vào tháng 6năm 2016. Vào tháng 7năm 2015, Marisa Tomei đã nhận lời với vai May Paker - dì của Peter.Daley và Goldstein, sau khi bỏ lỡ vai trò đạo diễn, đã bắt đầu đàm phán để viết kịch bản, và cả hai sau đó đã đạt được thỏa thuận. Trong tháng 10 năm 2015, Watts nói ông đã lấy cảm hứng cho bộ phim từ những phim yêu thích của ông Tháng 12, Oliver Scholl đã ký hợp đồng làm nhà sản xuất cho bộ phim.

### Tiền kỳ

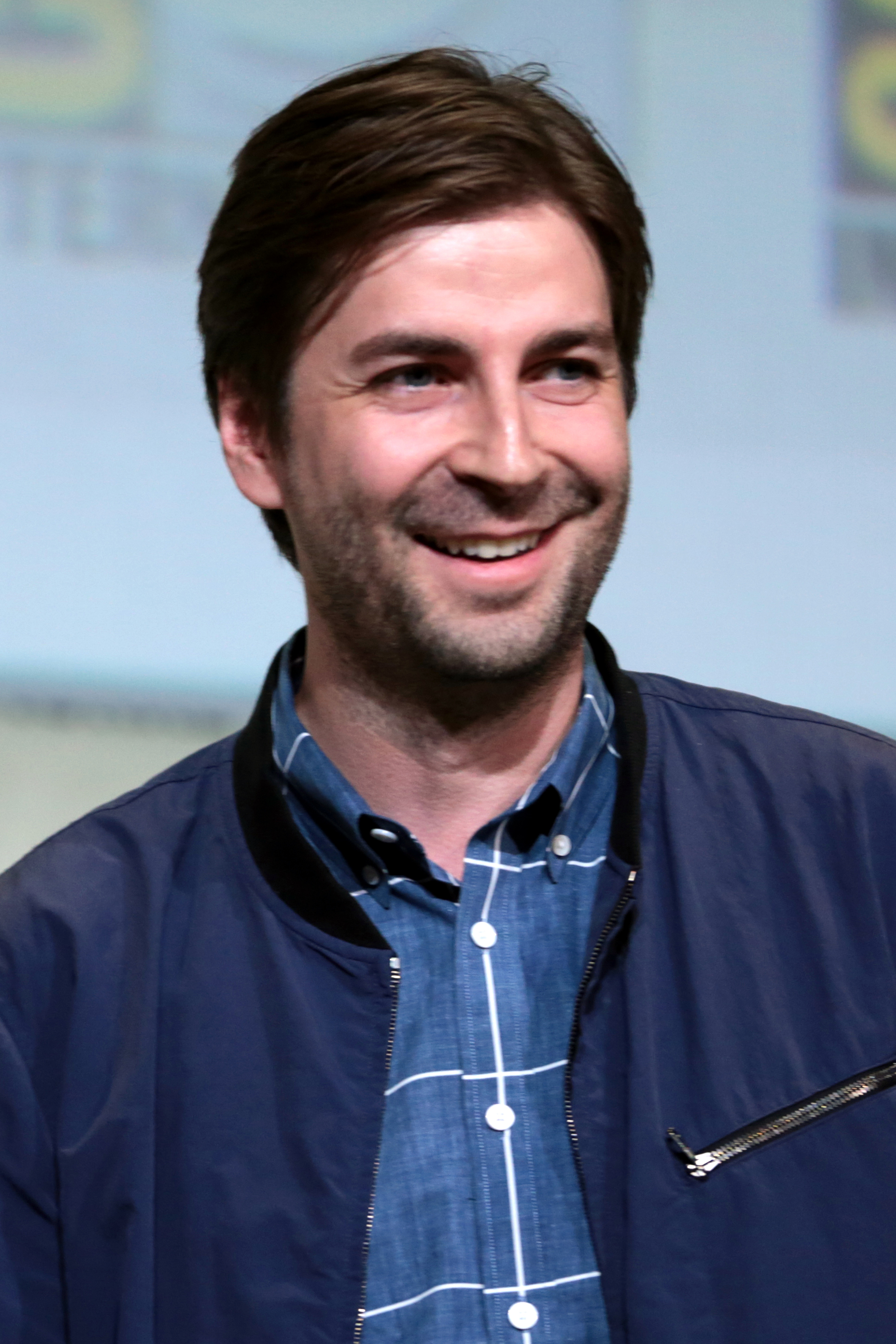
Watts quảng bá cho Spider-Man: Homecoming tại San Diego Comic-Con 2016.

Vào tháng 1 năm 2016, Sony dời lịch phát hành từ ngày 28 tháng 7 sang 7 tháng 7 năm 2017, và tiết lộ rằng các bộ phim sẽ được chỉnh lại cho NHỮNG 3D và tiết lộ bộ phim sẽ có định dạng 3D JK. Simmons bày tỏ mong muốn đưa vai diễn của mình trở lại như trong phim  Spider-Man của Sam Raim. Vào đầu tháng 3, Zendaya được mời đóng vai Michelle, trong khi Tomei được xác nhận May Parker. Tháng sau, Feige đã xác nhận rằng các nhân vật từ các bộ phim MCU trước đó sẽ xuất hiện, và lưu ý rằng thỏa thuận hình thành với Sony không cụ thể những nhân vật nào có thể và không thể sử dụng giữa các thương hiệu, việc chia sẻ giữa các studio dựa trên sự tin tưởng vào nhau Feige muốn mở rộng mối quan hệ giữ Marvel và Sony, ông nói: "Thỏa thuận đã giúp những nhà làm phim sáng tạo như chúng tôi tuyển diễn viên, đưa Spider-Man đến với MCU qua Captain America: Civil War, và bây giờ chúng tôi sẽ bấm máy và làm phim tiêng về Spider-Man". Chủ tịch Sony Pictures Thomas Rothman đa bổ sung thêm: "Chúng tôi có quyền với bản quyền nhân vật, nhưng lại đang kìm hãm sự sáng tạo của Marvel".
Vào tháng 4 năm 2016 tại CinemaCon, Sony công bố tiêu đề của bộ phim là Spider-Man: Homecoming, Rothman giải thích rằng đó là một câu chuyện về Spider-Man trở về nhà của mình - MCU. Tony Revolori và Laura Hoại nhận vai diễn là bạn cùng lớp của Parker, trong khi Downey Jr., đã được xác nhận xuất hiện trong phim với vai trò Tony Stark. Michael Keaton đàm phán để để tham gia một vai diễn phản diện nhưng đã xảy ra mâu thuẫn. Tuy nhiên, Keaton sớm trở lại với việc đàm phán cho vai vai diễn, và đã kí kết hợp đồng vào cuối tháng 5 Trong tháng 6, Michael Wilson tham gia vai diễn một người bạn của Parker, Kenneth Choi đóng vai hiệu trưởng trường trung học của Parker, và Logan Marshall-màu Xanh lá cây vai một nhân vật phản diện cùng với Keaton trong khi Donald Glover và Martin Starr tham gia diễn xuất nhưng không được tiết lộ vai trò. Về sự đa dạng của dàn diễn viên, Watts nói rằng, kể từ khi bộ phim được đặt ở Queens, "một trong những nơi đa dạng nhất trên thế giới... Tôi chỉ muốn [diễn viên] phản ánh điều đó." Feige nói thêm: "Như trong truyện tranh đã làm, chúng tôi muốn tất cả mọi người nhận ra mình trong mỗi phần của vũ trụ của chúng ta. Với...[diễn viên] đặc biệt là, nó thực sự cảm thấy như thế này là hoàn toàn những gì đã xảy ra và tiếp tục." Feige nói thêm rằng điều này sẽ giúp phân biệt bộ phim với các lần lặp lại trước đó, tất cả đều được làm tại Queens.
 Marvel đã quyết định không để bất kì một nhân vật nào trong các phim Spider-Man trước xuất hiện lại Bộ trang phục của Spider-Man trong bộ phim có nhiều cải tiến kỹ thuật hơn so với các bộ trang phục trước đó, bao gồm logo trên ngực là một chiếc máy bay điều khiển từ xa, hệ thống AI tương tự như JARVIS của Stark, một giao diện ba chiều, thiết bị theo dõi giúp Stark theo dõi Parker, máy sưởi, túi khí, khả năng phát sáng, và khả năng gia tăng khả năng nhìn của mắt. Stark cũng xây dựng một giao thức để ban đầu giới hạn sự truy cập của Parker vào tất cả các tính năng của nó. Carroll nói rằng, Marvel đã đem hết những gì thú vị họ đã làm trong truyện tranh mà họ đã làm vào bộ phim. Bộ trang phục của Spider-Man trong bộ phim có nhiều cải tiến kỹ thuật hơn so với các bộ trang phục trước đó, bao gồm logo trên ngực là một chiếc máy bay điều khiển từ xa, hệ thống AI tương tự như J.A.R.V.I.S. của Stark, một giao diện ba chiều, một thiết bị theo dõi giúp Stark theo dõi Parker, máy sưởi, túi khí, khả năng phát sáng, và khả năng gia khả năng quan sát của mắt. Stark cũng xây dựng một giao thức để ban đầu giới hạn sự truy cập của Parker vào tất cả các tính năng của bộ đồ. Carroll cho biết Marvel đã đem hết những gì thú vị của Spider-Man từ trong truyện tranh lên bộ phim."

### Quay phim
Việc quay phim bắt đầu ngày 20 tháng 6 năm 2016, tại Pinewood Atlanta Studios ở Fayette County, Georgia, dưới tên Summer of George. Salvatore Totino là chỉ đạo diễn xuất. Việc quy phim cũng diễn ra tại Trường Trung học Grady ở Atlanta, Downtown Atlanta, Atlanta Marriott Marquis, và khu phố West End kế bên. Holland cho biết việc quay bộ phim New York ở Atlanta rẻ hơn so với thực sự quay ở New York, một địa điểm gắn liền với nhân vật Diễn xuất tiếp tục với các diễn viên Isabella Amara, Jorge Lendeborg Jr., J. J. Totah, Hannibal Buress, Selenis Leyva, Abraham Attah, Michael Mando, Tyne Daly, Garcelle Beauvais, Tiffany Espensen, Angourie Rice, trong khi đó Bokeem Woodbine tham gia vai một nhân vật phản diện của phim.
Tại San Diego Comic-Con International 2016, Marvel đã xác nhận các vai diễn của Keaton, Zendaya, Glover, Harrier, Revolori, Daly và Woodbine, trong khi tiết lộ Zendaya, Harrier và vai trò của Revolori là Michelle, Liz Allan và Thompson, Marvel cũng xác nhận Vulture là một nhân vật phản diện của phim Không lâu sau đó, Martha Kelly thông báo đảm nhận một vai diễn không xác định. Tháng 8, Michael Chernátt thông báo nhận vai Phineas Mason / Tinkerer, trong khi Jona Xiao đảm nhận một vai diễn không xác định và Buress sẽ diễn vai giáo viên thể chất trong phim. Tháng 9 năm 2016, Jon Favreau nhận vai Happy Hogan trong Iron Man, và việc quay phim kết thúc ở Atlanta và chuyển tới New York City. Những địa điểm bao gồm Astoria, Queens, St. George, Staten Island, Manhattan, và Franklin K. Lane High School ở Brooklyn. Ngoài ra, UFC Tyron Woodley cho biết anh cũng là một nhân vật trong phim nhưng phải bỏ dở vì bản hợp đồng với Fox Sports. Bộ phim đóng máy ngày  2 tháng 10 năm 2016, ở New York City, cùng một vài phân cảnh bổ sung ở Berlin, Đức, gần Brandenburg Gat

### Hậu kỳ
Tháng 11 năm 2016, Feige đã xác nhận rằng Keaton sẽ đóng vai Vulture,trong khi Woodbine nhận vai Herman Schultz / Shocker. Tháng 3 năm 2017, Harier tiết lộ bộ phim đang trong giai đoạn chỉnh sửa kĩ thuật số, và Chris Evans sẽ xuất hiện với vai Steve Rogers / Captain America trong một video thể dục. Vài tháng sau, Starr xác nhận mình sẽ diễn vai giáo viên triết học ở trường Trung học của Parker.

## Âm nhạc
Trong khi quảng bá cho Doctor Strange: Phù thủy tối thượng đầu tháng 11 năm  2016, Feige vô tình tiết lộ rằng Michael Giacchino, nhười soạn nhạc cho bộ phim đó cũng sẽ soạn nhạc cho Homecoming. Giacchino cũng sớm thừa nhận việc đó. Việc thu âm nhạc phim bắt đầu ngày 11 tháng 4 năm 2017. Nhạc phim chủ yếu là nhạc nền phim hoạt hình những năm 1960 Nhạc phim được phát hành chính thức bởi Sony Masterworks vào ngày 7 tháng 7 năm 2017.

## Quảng bá
Watts, Holland, Batalon, Harrier, Revolori, và  Zendaya đã có mặt ở San Diego Comic-Con 2016 để trình chiếu một đoạn video độc quyền quảng bá cho bộ phim, Đoạn trailer đầu tiên của Homecoming ra mắt trên Jimmy Kimmel Live! vào ngày 8 tháng 12 năm 2016. 2 phiên bản sau được ra mắt sau đó cũng trên Jimmy Kimmel Live! và một đoạn video quốc tế khác bao gồm những hình ảnh và các cuộc đối thoại."
Vào ngày 28 tháng 3 năm 2017, một đoạn trailer thứ hai ra mắt, sau khi cảnh quay được chiếu tại CinemaCon 2017 vào đêm trước.Shawn Robbins, nhà phân tích chính tại BoxOffice.com, nói rằng dù trailer Justice League được phát hành cùng tuần với trailer Homecoming và sự xuất hiện của Justice League trên Twiter nhiều hơn nhưng điểm số về sự nồng nhiệt của người hâm mộ với Justice League là rất thấp nếu so sánh với Homecoming. Một đoạn video độc quyền cũng được phát tại   MTV Movie & TV Awards 2017.
Vào cuối tháng 5 Marvel và Sony đã phát hành một đoạn trailer thứ 3 ở cả trong nước và quốc tế. Ethan Anderton phát biểu rằng Spider-Man: Homecoming có tiềm năng trở thành bộ phim Spider-Man hay nhất từ trước tới nay. Darrell Etherington của TechCrunch đồng ý rằng đây là nhân vật Spider-Man được định hình chuẩn xác nhất từ trước tới giờ Ana Dumaraog nói: "Trong khi đoạn trailer thứ hai của Spider-Man: Homecoming đã cho thấy quá nhiều câu chuyện tổng hợp của bộ phim, trailer mới này cho thấy đúng số lượng cảnh quay mới và cũ, cùng với một số cảnh mở rộng từ trước đây. " Cô cũng đánh giá cao sự chi tiết của trailer Siddhant Adlakha của Birth.Movies.Death thì không đồng tình với Dumaraog, ông cảm thấy trailer đã cho biết qua nhiều nội dung phim nhưng rất thích họ, đặc biệt là khía cạnh "vlogging" của trailer quốc tế. Dave của Collider cũng đồng tình với quan điểm trên. comScore và PreAct đã ghi nhận 175,000 lượt thảo luận mới về phim, nhiều nhất trong tuần. Dịch vụ này cũng cho biết Spider-Man: Homecoming đã tạo ra tổng cộng 1.87 lượt thảo luận mới cho đến nay.
Cùng với việc phát hành trailer thứ 3 là việc phát hành poster mới, póter nới này bị trỉ trích rất nhiều vì phong cách "nổi trội" cung cấp một cách hỗn độn và dư thừa những gì nội dung phim cung cấp, Dan Auty của GameSpot gọi nó là "sự nóng bỏng nổi trội", trong khi Katey Rich của Vanity Fair cảm thấy người biên tập quá "sũng mắt" bởi nhiều chủ đề khác nhau của vũ trụ Marvel để làm nổi bật bất cứ điều gì tạo ra Spider-Man: Homecoming có vẻ đặc biệt cho đến nay. Adlakha felt the posters released for the film "have been alright thus far, but these ones probably tell general audiences to expect a very bloated movie." Adlakha cảm thấy ap phích quá cồng kềnh và thừa thãi. Cả Rich và Adlakha chỉ trích rằng Holland, Keaton và Downey đều xuất hiện những hai lần trên poster, một "ở trần" và một "có quần áo".
Sony cũng đã hợp tác với NBA để tạo quảng cáo truyền hình cho cả Homecoming và 2017 NBA Finals. Các quảng cáo đầu tiên nhìn thấy Hogan nói chuyện với Stark về một danh sách khách mời cho một vòng chung kết NBA bên xem, với Stark hỏi Hoganmời "cậu nhóc" (Parker). Một quảng cáo khác là cảnh Hogan bảo Parker đưa sneaks cho Tim Duncan. Trong khi ra ngoài, Parker gặp một vụ cướp và đã chặn đứng nó. Stan Lee cũng được mời tới làm khách mời. Từ ngày 29 tháng 5 đến ngày 15 tháng 7 năm 2017, để kỉ niệm việc phát hành phiên bản tiếng Nhật của Homecoming, một quán cafe Spider-Man đã được mở trong thời gian giới hạn ở Roppongi Hills Tokyo. Trong quá trình bày trí nội thất theo chủ đề Spider-Man, quán cafe đã cung cấp một danh mục các vật trang trí chủ đề siêu anh hùng bao gồm Spider Curry, Spider Sense Latte và một đồ uống tên Strawberry Spider Squash, cùng với việc tặng miễn phí số lượng giới hạn sticker. Một tie-in truyện tranh, Spider-Man: Homecoming Prelude, được phát hành vào ngày 20 tháng 6 năm 2017.

## Phát hành
Người Nhện: Trở về nhà ra mắt ngày 28 tháng 6 năm 2017 tại Hollywood trước khi chính thức công chiếu ngày 5 tháng 7 năm 2017 tại Anh và ngày 7 tháng 7 năm 2017 tại Mỹ, dưới các định dạng 3D, IMAX và IMAX 3D. Ban đầu, phim dự kiến khởi chiếu ngày 28 tháng 7 năm 2017.

## Tiếp nhận
Trong 2017 có một cuộc khảo sát chỉ ra rằng Người Nhện: Trở về nhà là bộ phim được đón chờ nhiều thứ 2 trong mùa hè này chỉ sau Wonder Woman: Nữ thần chiến binh.

### Doanh thu phòng vé
Tính đến ngày 15 háng 10 năm 2017, bộ phim đã đoạt doanh thu $333.5 triệu tại Hoa Kì với Canada và $546.1 triệu tại các thị trường khác, đạt tổng doanh thu $880.2 triệu khắp toàn cầu so với kinh phí $175 triệu.

## Phần tiếp theo
Phần tiếp theo của phim là Spider-Man: Far From Home và Spider-Man: No Way Home (tiếng Việt: Người Nhện xa nhà và Người Nhện Không còn nhà), khởi chiếu vào ngày 2 tháng 7 năm 2019 tại Mỹ dưới định dạng IMAX và 3D.